# Indice d'un sous-groupe
Pour les articles homonymes, voir indice.
En mathématiques, et plus précisément en théorie des groupes, si H est un sous-groupe d'un groupe G,  l'indice du sous-groupe H dans G est le nombre de copies distinctes de H que l'on obtient en multipliant à gauche par un élément de G, soit le nombre des xH quand x parcourt G (on peut choisir en fait indifféremment de multiplier à gauche ou à droite). Les classes xH formant une partition, et la multiplication à gauche dans un groupe par un élément donné étant bijective, le produit de l'indice du sous-groupe H dans G par l'ordre de H égale l'ordre de G, ce dont on déduit, pour un groupe fini, le théorème de Lagrange.

## Définition
Soient (G,•) un groupe et H un sous-groupe de G.
La relation x–1y∈H est une relation d'équivalence (en x et y) dans G et les classes d'équivalence correspondantes sont les parties de G de la forme xH, où x parcourt G. On appelle ces parties de G les classes à gauche (d'éléments de G) suivant H, ou encore modulo H.
De même, la relation yx–1∈H est une relation d'équivalence dans G et les classes d'équivalence correspondantes sont les parties de G de la forme Hx, où x parcourt G. On appelle ces parties de G les classes à droite (d'éléments de G) suivant H, ou encore modulo H.
(Il est clair que les classes à gauche et les classes à droite d'éléments de G modulo H coïncident si G est commutatif. Plus généralement, elles coïncident si et seulement si H est un sous-groupe distingué de G.)
L'application X↦X–1 est une bijection de l'ensemble des classes à gauche sur l'ensemble des classes à droite, donc l'ensemble des classes à gauche et l'ensemble des classes à droite ont même cardinal. Ce cardinal est appelé l'indice de H dans G et noté (G:H), ou encore [G:H], ou encore |G:H|.

## Exemples
- L'indice de G dans lui-même est égal à 1.
- L'indice dans G du sous-groupe réduit à l'élément neutre est égal à l'ordre de G.
- Soit n un nombre naturel > 0 et considérons le sous-groupe nZ de Z. En raisonnant sur le reste euclidien, on montre[1] que les classes d'éléments de Z modulo nZ sont exactement les classes de 0, 1, 2, ..., n-1 et que ces n classes sont distinctes. (Puisque le groupe Z est commutatif, il n'y a pas lieu ici de distinguer entre classes à gauche et classes à droite.) L'indice de nZ dans Z est donc égal à n.

## Formule des indices
Soient G un groupe, H un sous-groupe de G et K un sous-groupe de H, autrement dit un sous-groupe de G contenu dans H. On démontre la formule des indices :
Pour K trivial, on retrouve que pour tout sous-groupe H d'un groupe G,
ce qui peut se démontrer plus directement en remarquant que les classes modulo H sont équipotentes à H, de sorte que G est réunion disjointe de [G:H] « copies » de H.
La relation (1) montre que l'indice d'un sous-groupe divise l'ordre du groupe. Dans le cas où le groupe est fini, c'est le théorème de Lagrange.

## Indice de l'intersection de deux sous-groupes
Dans cette section, on désignera par G/H l'ensemble des classes à gauche de G modulo le sous-groupe H de G.

Si H et K sont deux sous-groupes de G alors
car l'application 
est injective. En particulier, si [G:H] et [G:K] sont tous deux finis, [G:H∩K] l'est aussi (théorème de Poincaré).

Si H ou K est normal dans G ou même seulement sous-normal, [G:K] est non seulement un majorant mais un multiple de [H:H∩K]. Sous cette hypothèse on a donc :
mais cette propriété n'est pas vraie sans une telle hypothèse, comme le montre l'exemple G = S3, H = {1, s}, K ={1, t}, où s et t sont deux transpositions distinctes.